# Bataille du lac Khassan
Conflits frontaliers soviéto-japonais
Batailles
Seconde Guerre mondiale : batailles de la Guerre sino-japonaise
- Incident du pont Marco-Polo
- Shanghai
- Taiyuan
- Xinkou
- Pingxingguan
- Taierzhuang
- Xuzhou
- Nankin
  - bataille
  - massacre
- lac Khassan
- Wuhan
- Nanchang
- Khalkhin Gol
- Suixian-Zaoyang
- Changsha (1re)
- Guangxi
- Henan
- Zaoyang-Yichang
- Cent Régiments
- Shanggao
- Sud-Shanxi
- Changsha (2e)
- Pacification du Mandchoukouo
- Changsha (3e)
- Hubei
- Changde
- Ichi-Go
- Changsha (4e)
- Guilin-Liuzhou
- Reconquête chinoise

Guerre du Pacifique
Front d'Europe de l'ouest
Front d'Europe de l'est
Campagnes d'Afrique, du Moyen-Orient et de Méditerranée
Bataille de l'Atlantique
Théâtre américain
La bataille du lac Khassan, aussi appelée incident de Changkufeng, est une bataille qui opposa l'Armée rouge à l'Armée impériale japonaise en 1938. Elle débute le 29 juillet 1938 lorsque les troupes japonaises s'infiltrent via le Mandchoukouo en territoire soviétique à côté du petit lac Khassan, à 120 km au sud de Vladivostok.
Elle durera jusqu'au 11 août 1938 et se soldera par une victoire soviétique, malgré de lourdes pertes.
Les pertes totales soviétiques s'élèvent à 717 morts tandis que les pertes totales japonaises s'élèvent à 526 morts.
Cette bataille est une remise en cause par le Japon Shōwa de la convention de Pékin signée en 1860 et mènera un an plus tard à la bataille de Khalkhin Gol (en 1939), dont l'intensité montera d'un cran.

## Contexte

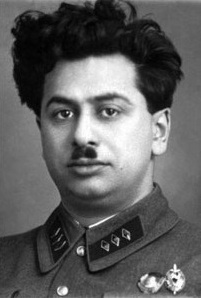
Le général Guenrikh Liouchkov, en janvier 1929.

Dans la première moitié du XXe siècle, les tensions sont élevées entre Moscou, Tokyo et Pékin, le long de leurs frontières communes au Nord-Est et à l'Est de la Chine actuelle. Le Chemin de fer de l’Est chinois reliait la Mandchourie chinoise et l'Extrême-Orient russe. La partie sud du chemin de fer, connue sous le nom de chemin de fer sud-mandchourien, devint un enjeu et un lieu de dispute récurrentes entre les puissances, notamment lors de la guerre russo-japonaise de 1905, de l'incident de Moukden de 1931 (invasion de la Mandchourie) et de la guerre sino-japonaise de 1937 à 1945, mais aussi lors d'incidents plus limités comme l'incident ferroviaire russo-japonais de 1929.
La bataille du lac Khassan est le résultat de ces tensions historiques.
La confrontation a été déclenchée par deux évènements : d’une part, le renforcement par l'Union soviétique de sa frontière avec la Mandchourie sous contrôle japonais, près de la localité de Khassan, et d’autre part, la défection du général soviétique Guenrikh Liouchkov, responsable de la police secrète soviétique, le NKVD, dans la région. Le 11 juin 1938, après les purges de 1936-1937 et l'arrestation d'une partie de sa famille, celui-ci déserte et rejoint les rangs de l'armée japonaise. Il livre les détails du dispositif de défense soviétique et évoque la colère antistalinienne qui brûle au sein d'une partie des soldats de l'Armée rouge,.
Fort de ces précieux renseignements, l'armée japonaise de Mandchourie décide de passer à l'attaque en juillet-août dans la région du lac Khassan (aussi appelé lac Khanka), près de Vladivostok.

## Événements

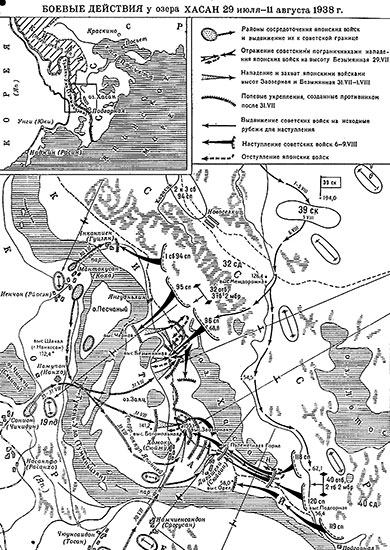
Carte schématique. La défaite des troupes japonaises au lac Hassan. 29 juillet - 11 août 1938.

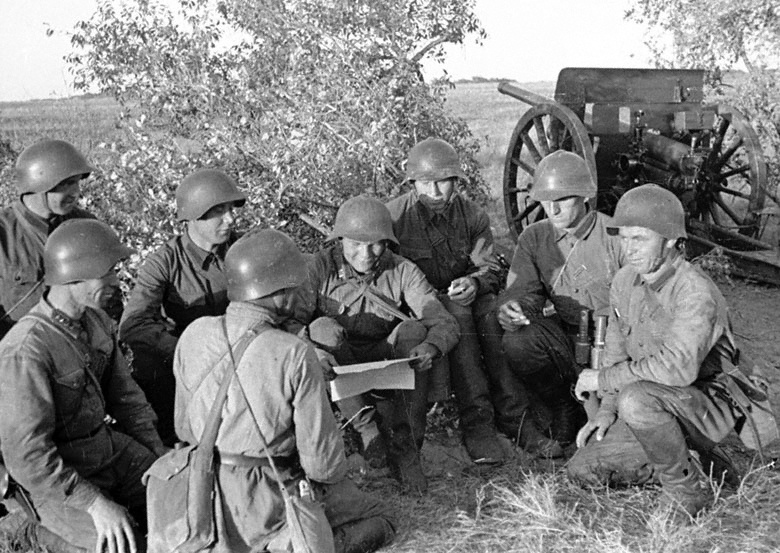
Soldats soviétiques au repos en face du lac Khassan, 1938.

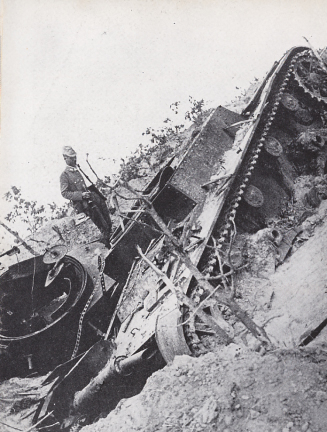
Un T-26 soviétique détruit et inspecté par un soldat japonais, 1938.

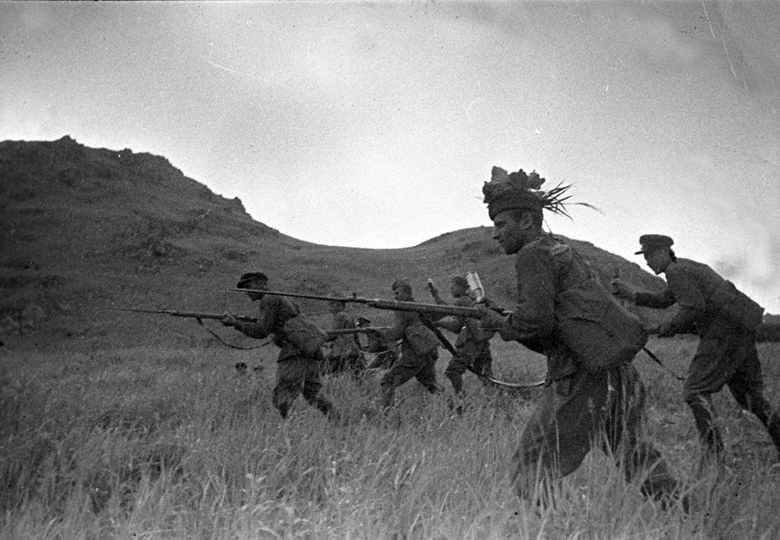
L'infanterie soviétique en train de charger proche du lac Khassan, 1938.

Le 6 juillet 1938, l'armée japonaise intercepte et décode un message envoyé par le commandant russe au siège soviétique de Khabarovsk. Le message ordonne aux soldats soviétiques d'occuper les hauteurs ouest du lac Khassan, et plus particulièrement les hauteurs de Chang-ku Feng, une région alors contestée entre L'Empire japonais et l'Union soviétique. Le territoire concerné donne sur la ville portuaire coréenne de Najin (sous contrôle japonais) et sur la ligne de chemin de fer stratégiques reliant la Corée à la Mandchourie.
Rapidement, des membres des gardes-frontières soviétiques commencent à fortifier la montagne, construisant des tranchées d'observation et des installations de communication. Ces travaux modifient le rapport de force sur ce territoire revendiqué par les Japonais, et sont donc considérés comme inacceptables.
L'armée japonaise en Corée, qui gère la défense de la zone, informe Tokyo de la situation, et le Japon adresse une protestation officielle à l'URSS, l'attaché japonais à Moscou exigeant le retrait des troupes soviétiques. La demande est rejetée par Staline vers la mi-juillet.
Les troupes en présence comprennent un corps soviétique commandé par Grigori Shtern, composé des 32e, 39e et 40e divisions d'infanterie, ainsi que de la 2e brigade mécanisée.
Côté japonais, les troupes commandées par le colonel Kotoku Sato relèvent de la 19e division japonaise.
La première attaque japonaise du 29 juillet est repoussée, mais le 31 juillet, les troupes soviétiques doivent se replier, l'armée japonaise expulsant les troupes russes de la colline et des positions fortifiées durant la nuit. Les Japonais ont lancé un assaut frontal avec des chars légers, les Soviétiques contre-attaquant avec des chars et appuyés par l'artillerie.
Après ce premier revers du 31 juillet, le commissaire du peuple pour la défense Kliment Vorochilov ordonne la préparation au combat de la Ire Armée du littoral, et la Flotte du Pacifique est mobilisée. Sous le commandement du chef du Front d'Extrême-Orient, Vassili Blücher, des forces supplémentaires sont déplacées vers la zone du conflit. Après plusieurs engagements au cours du mois d'août, la force japonaise est battue et expulsée hors du territoire revendiqué par les Soviétiques.
Le 10 août 1938, le Premier ministre japonais envoie à l'Union soviétique une demande de cessation des hostilités, et celles-ci cessent le 11 août.

## Conséquences
Lors de la bataille du lac Khassan, l'armée soviétique se remet à peine des grandes purges staliniennes. Bien que finalement victorieuse, elle a montré une réelle difficulté à maitriser la situation, et ses pertes dépassent les pertes japonaises.
L'armée japonaise considère donc qu'elle peut être vaincue sous réserve d'une meilleure préparation, et l'armée du Kwantung reste favorable à une expansion de l'empire japonais au détriment de l'Union soviétique en Asie orientale. C'est dans ce contexte qu'elle mènera un an plus tard une offensive de plus grande envergure, la bataille de Khalkhin Gol, en 1939, dont le résultat sera cette fois la défaite totale de l'armée japonaise par les Soviétiques, la perte d'influence politique de l'armée du Kwantung et la fin des ambitions d'expansion japonaise dans la région.
Côté soviétique, et devant le peu de panache de l'Armée rouge, le NKVD arrête le maréchal Vassili Blücher, puis l'exécute sous le prétexte d'être un espion à la solde du Japon. Même sous la torture, il ne confirme pas cette accusation. Le maréchal Vassili Blücher sera réhabilité en 1956, et reste une figure populaire en Russie.
26 soldats et officiers furent faits Héros de l'Union soviétique pour leur participation à la bataille.